# Geranium asphodeloides
Geranium asphodeloides är en näveväxtart som beskrevs av Nicolaas Laurens Nicolaus Laurent Burman. Geranium asphodeloides ingår i släktet nävor, och familjen näveväxter. Inga underarter finns listade i Catalogue of Life.